# ! (альбом The Dismemberment Plan)
! — дебютний альбом гурту «The Dismemberment Plan», що вийшов 2 жовтня 1995 року на лейблі «DeSoto Records». Перший барабанщик гурту, Стів Каммінгс, грав у цьому альбомі, але залишив колектив невдовзі після його релізу.

## Список композицій
| #   | Назва                        | Тривалість |
| --- | ---------------------------- | ---------- |
| 1.  | «Survey Says»                | 2:08       |
| 2.  | «The Things That Matter»     | 2:25       |
| 3.  | «The Small Stuff»            | 3:02       |
| 4.  | «OK Jokes Over»              | 4:27       |
| 5.  | «Soon to Be Ex Quaker»       | 1:26       |
| 6.  | «I'm Going to Buy You a Gun» | 3:06       |
| 7.  | «If I Don't Write»           | 2:17       |
| 8.  | «Wouldn't You Like to Know?» | 4:27       |
| 9.  | «13th and Euclid»            | 2:50       |
| 10. | «Fantastic!»                 | 4:14       |
| 11. | «Onward, Fat Girl»           | 2:46       |
| 12. | «Rusty»                      | 4:29       |

## Учасники запису
The Dismemberment Plan
- Ерік Акселсон — бас-гітара
- Джейсон Кадел — гітара
- Стів Каммінгс — ударні
- Тревіс Моррісон[en] — вокал, гітара

Технічний персонал
- Енді Харнеко і Дон Зієнтара — запис